# Banis
Banis (arab. بانص) – miejscowość w Syrii, w muhafazie Aleppo. W 2004 roku liczyła 2539 mieszkańców.